# SpaceX Crew-2
SpaceX Crew-2 va ser el segon vol operatiu d'una nau espacial Crew Dragon 2 i el tercer vol orbital tripulat del programa de tripulació comercial. La nau es va llançar el 23 d'abril de 2021 a les 09:49:02 UTC i es va acoblar a l'Estació Espacial Internacional el 24 d'abril a les 09:08 UTC.
SpaceX Crew-2 va utilitzar la mateixa càpsula que Crew Dragon Demo-2 (Endeavour) i es va llançar amb el mateix coet Falcon 9 que l'SpaceX Crew-1 (B1061.1).

## Tripulació
El 28 de juliol de 2020, la JAXA, l'ESA i la NASA van confirmar les seves assignacions d'astronauta a bord d'aquesta missió.
| Posició        | Tripulant                                                   | Tripulant                                                   |
| -------------- | ----------------------------------------------------------- | ----------------------------------------------------------- |
| Comandant      | Shane Kimbrough, NASA Expedició 65 / 66 Tercer vol espacial | Shane Kimbrough, NASA Expedició 65 / 66 Tercer vol espacial |
| Pilot          | Megan McArthur, NASA Expedició 65 / 66 Segon vol espacial   | Megan McArthur, NASA Expedició 65 / 66 Segon vol espacial   |
| Especialista 1 | Akihiko Hoshide, JAXA Expedició 65 / 66 Tercer vol espacial | Akihiko Hoshide, JAXA Expedició 65 / 66 Tercer vol espacial |
| Especialista 2 | Thomas Pesquet, ESA Expedició 65 / 66 Segon vol espacial    | Thomas Pesquet, ESA Expedició 65 / 66 Segon vol espacial    |

### Tripulació de reserva
L'astronauta alemany Matthias Maurer va ser el suport de Pesquet, mentre que l'astronauta japonès Satoshi Furukawa es va entrenar com a substitut d'Hoshide.
| Posició        | Tripulació             | Tripulació             |
| -------------- | ---------------------- | ---------------------- |
| Comandant      | No assignat            | No assignat            |
| Pilot          | No assignat            | No assignat            |
| Especialista 1 | Satoshi Furukawa, JAXA | Satoshi Furukawa, JAXA |
| Especialista 2 | Matthias Maurer, ESA   | Matthias Maurer, ESA   |

## Missió
La segona missió operativa de SpaceX al programa de tripulació comercial es va llançar el 23 d'abril de 2021. El Crew Dragon Endeavour (C206) es va acoblar a l'adaptador d'acoblament internacional (IDA) al port davanter del mòdul Harmony. Aquesta és la primera missió amb astronautes amb un vehicle de llançament de reforç reutilitzat.
Tota la tripulació són astronautes veterans, tot i que aquesta és la primera visita de Megan McArthur a l'EEI (ja que el seu primer vol espacial va ser STS-125, una missió al Telescopi Espacial Hubble). Al costat dels altres tres membres de la tripulació, Megan McArthur, en aquesta missió, utilitzà el mateix seient del SpaceX Crew Dragon Endeavour que el seu marit, Bob Behnken, va utilitzar a la missió Demo-2. Akihiko Hoshide servirà com a segon comandant de l'EEI japonès durant la seva estada. És la segona missió de Thomas Pesquet a l'Estació Espacial Internacional i s'anomenarà Alpha, després d'Alpha Centauri, el sistema estel·lar més proper a la Terra, seguint la tradició francesa de batejar les missions espacials amb noms d'estrelles o constel·lacions.
Com a preparació pel llançament de Starliner, el Crew Dragon Endeavour es va acoblar a l'EEI al port de proa de Harmony per a la seva missió Crew-2 es va desacoblar a les 10:45 UTC i es va traslladar al port zenit d'Harmony el 21 de juliol de 2021, a les 11:36 UTC.
Amb la CRS-23, (C208) i Inspiration4 (Resilience), tres naus espacials Dragon han coincidit a l'espai durant el mateix període, del 16 al 18 de setembre de 2021 (UTC).

## Despertador amb música
La NASA va començar la tradició de tocar música als astronautes durant el programa Gemini, i va utilitzar per primera vegada música per despertar la tripulació durant l'Apollo 15. Cada pista és escollida especialment, sovint per les famílies dels astronautes, i sol tenir un significat especial per a un individu.
| Dia de vol | Cançó                                                                    | Artista                              | Interpret     | Enllaços |
| ---------- | ------------------------------------------------------------------------ | ------------------------------------ | ------------- | -------- |
| 2n         | Una versió còmica de «Take On Me» A-ha, feta pel youtuber «Shittyflute». | A-ha (original) Shittyflute (versió) | Tomàs Pesquet |          |

## Retorn
A causa dels retards meteorològics i d'un problema de salut menor amb un tripulant de la Crew-3 de SpaceX, la NASA va decidir portar a casa els astronautes de la Crew-2 de l'EEI abans de llançar la Crew-3, sent així el primer lliurament indirecte de tripulació de l'estació espacial de Crew Dragon. La Crew Dragon es va desacoblar de l'estació a les 19:05 UTC del 8 de novembre de 2021 i va amarar davant de la costa de Florida a les 03:33 UTC del 9 de novembre de 2021.